# تانتالوس

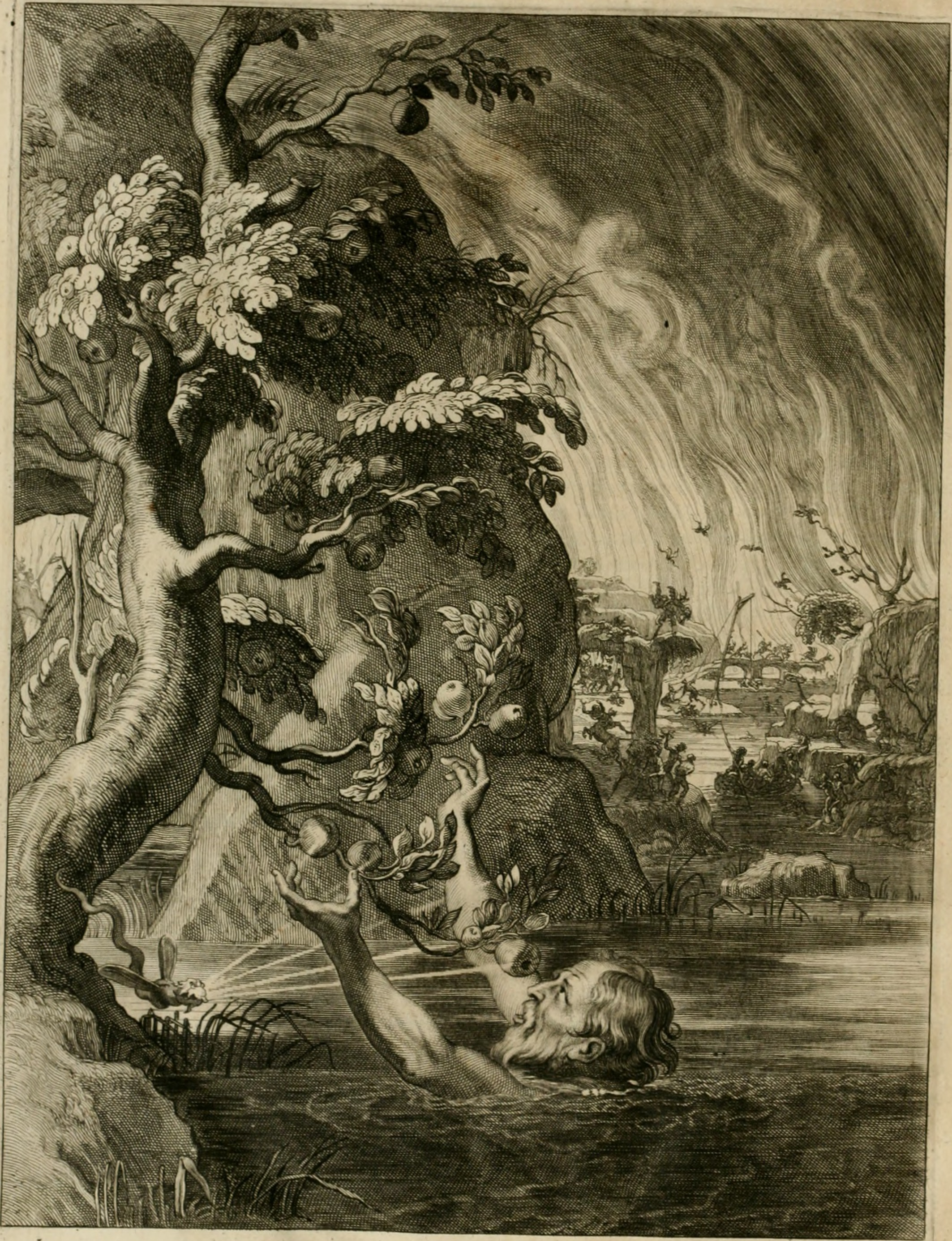
رسم يعود للعام 1655 يمثل عذاب تانتالوس

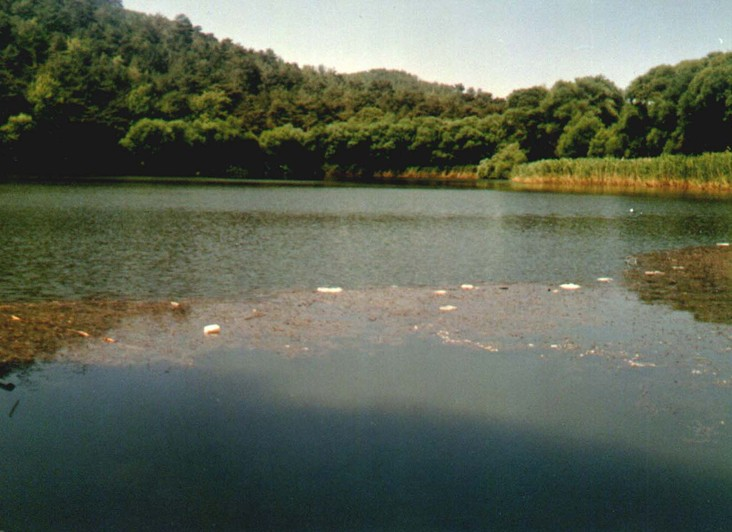
كاراغول (البحيرة السوداء) في جبل يامانلار في إزمير، وهي مرتبطة بحكايات تانتالوس، وهي تسمى أحيانا بحيرة تانتالوس

تانتالوس (باليونانية القديمة: Τάνταλος) هو شخصية أسطورية في الميثولوجيا الإغريقية، واشتهر بسبب عذابه الأبدي في تارتاروس، حيث حُكم عليه أن يقف في بركة ماء تحت شجرة فاكهة ذات أغصان منخفضة، وتبقى ثمارها في متناول يده للأبد، بينما ينحسر الماء دومًا كلما أراد أن يشرب منه.
تانتالوس هو والد بيلوبس ونيوبي وبروتياس، وكان ابن زيوس والحوراء بلوتو. وبهذا كان مثل الأبطال الآخرين في الميثولوجيا اليونانية مثل ثيسيوس وكاستور و بولوكس، حيث كان له والد إله خفي وآخر فاني.
وفقا لمصادر أخرى، فإن والده هو تمولوس أو مانيس، أول ملوك ليديا.

## أصل الاسم
فسر أفلاطون في حوار كراتيلوس اسم تانتالوس باسم تالانتاتوس ταλάλάντατος، أو «من عليه أن يحمل الكثير» من تالاس τάλας «البائس».

## الخلفية التاريخية

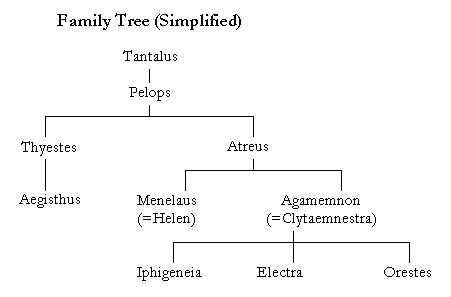
شجرة عائلة بيت أتريوس

قد يكون هناك تانتالوس حقيقي في التاريخ – وربما كان حاكم مدينة في الأناضول تسمى تانتاليس،  أو «مدينة تانتالوس»، أو مدينة تدعى «سيبيلوس» (نسبة إلى جبل سيبيلوس التي تقع المدينة على سفحه، وكانت آثارها واضحة في القرون الميلادية الأولى). يقول باوسانياس أن هناك ميناء باسمه وقبر له في المنطقة نفسها.
ويشار إلى تانتالوس بأنه «فريجي»، وأحيانًا بأنه «ملك فريجيا»،  رغم أن مدينته تقع في أقصى غرب الأناضول، حيث بدأت ليديا تظهر كدولة قبل بداية الألفية الأولى قبل الميلاد، وليس في قلب فريجيا التقليدي في الدواخل. أشارت بعض المصادر إلى ابنه باسم «بيلوبس الليدي» ولهذا رأي الباحثون أنه قد ينتمي أصلا إلى ليديا. وهناك نسخ أخرى تقول أنه ابن رجل يدعى تمولوس، وهو اسم أحد ملوك ليديا، وكذلك اسم جبل آخر في ليديا القديمة.
اختلفت المصادر على هوية زوجته: تتفق المصادر بصفة عامة على شخصيات ابنة أطلس، أو تايغيتي ابنة أطلس، أو يوريثينيستا ابنة إله النهر كسانثوس، أو يورياناسا ابنة باكتولوس، وهو إله نهر في الأناضول، أو كليتيا ابنة أمفيدامانتس، أو أوبريتو. كان تانتالوس سلف بيت أتريوس. كان تانتالوس أيضا والد جد أجاممنون ومينلاوس.
يقول الجغرافي سترابون، نقلا عن مصادر سابقة، أن ثروة تانتالوس أتت من مناجم فريجيا وجبل سيبيلوس. بالقرب من جبل يمانلار في إزمير (سميرنا القديمة)، توجد بحيرة كاراغول (أو بحيرة تانتالوس) وهي مرتبطة بالحكايات المحيطة به. وهناك تمثال كامل منحوت في الصخر يعود للإلهة كوبيلي، وذكر باوسانياس أن بروتياس بن تانتالوس هو من صنعه.
أكثر من ذلك، فقد اقترح أن اسم تانتالوس قد تكون مستمدا من اسم اثنين من الملوك الحثيين، استنادا إلى التشابه بين أسماء تانتالوس وهانتيلي.

## قصة تانتالوس
أصبح تانتالوس في الأساطير أحد سكان تارتاروس، أعمق جزء من العالم السفلي؛ وهناك رآه أوديسيوس كما ذكر هوميروس في الأوديسة، على أنه لم يذكر ما كانت خطيئته.
عرف تانتالوس بأنه كان ضيفا على طاولة زيوس في جبل الأوليمب. وتذكر الأسطورة إنه أساء التصرف وسرق طعام الآلهة ليحمله إلى شعبه (كما ذكر بيندار)، وكشف عن أسرار الآلهة (كما ذكر يوربيديس).
ومن أشهر القصص عنه أنه قدّم ابنه بيلوبس كأضحية. حيث قطع بيلوبس وطبخه وقدمه في مأدبة للآلهة. أدركت الآلهة مدى شناعة المأدبة فلم يلمسوا الأضحية؛ إلا ديميتر التي أكلت جزءًا من كتف الصبي، ذلك أنها كانت غافلة من موت ابنتها بيرسيفون.
أمر زيوس كلوثو، إحدى الأقدار الثلاثة، بإعادة الفتى إلى الحياة. فجمعت أجزاء جسمه وغلته في مرجل مقدس، واستبدلت كتفه بواحد من العاج صنعه هيفايستوس.
أصبح عقاب رمزا شائعا لمن لا يقدر على إشباع رغبته (مصدر الكلمة الإنجليزية tantalise )، وكان عقابه أن يقف في بركة ماء تحت شجرة فاكهة ذات فروع منخفضة. وكلما أراد قطف ثمرة، ترتفع الفروع بعيدا عن متناوله. وكلما انحنى ليشرب من ماء البركة، تنحسر المياه قبل أن يتمكن من الشرب.
هناك حكاية تضيف حجرا كبيرا فوق رأسه ويهدده بالوقوع فوقه. وذكر باوسانياس أن الرسام بوليغنوتوس هو من أضاف هذا التفصيل.
في قصة مختلفة، اتهم تانتالوس بسرقة كلب من الذهب صنعه هيفايستوس (إله المعادن والحدادة) وأعطاه للإلهة ريا ليراقب الطفل زيوس. قام بانداريوس صديق تانتالوس بسرقة الكلب وأعطاه لتانتالوس ليحفظه. وعندما طلب منه بانديريوس في ما بعد أن يعطيه الكلب وقت لاحق، نفى تانتالوس أن الكلب عنده، أو أنه رأى أو سمع بكلب ذهبي. وتذكر روايات أخرى أن تانتالوس هو الذي سرق الكلب وأعطاه لبانداريوس ليحفظه عنده.
كان تانتالوس أيضًا رب «بيت أتريوس» الملعون، حيث لحقت المصائب بنسله، وأصبح هذا البيت موضوع العديد من التراجيديات اليونانية. ذكر باوسانياس أن قبر تانتالوس يقع على جبل سيبيلوس ولكن يتم تكريمه في أرغوس حيث يزعمون أنهم يحتفظون بعظامه. كان هناك ضريح آخر له في مستوطنة بوليون الصغيرة في ليسبوس وجبل باسمه.

## شخصيات أخرى بنفس الاسم
هناك شخصان آخران باسم تانتالوس في الأساطير الإغريقية، وكانا شخصيتان ثانويتان وأحفاد تانتالوس. أحدهما هو ابن بروتياس، وحكم هذا إما مدينة بيزا في البيلوبونيز أو ليديا في تركيا الحالية، وكان أول أزواج كليتيمنيسترا، تم قتله أغاممنون وجعل كليتمنيسترا زوجته. أما تانتالوس الآخر فكان ابن ثييستس، وقتل على يد عمه أتريوس، وتم تقديمه كطعام لوالده الغافل.

## التأثير في الثقافة الشعبية
- أصبحت قصة تانتالوس مصدر تعبير Tantalise في الإنجليزية وعدد من اللغات الأوربية. عندما يصبح الشيء المرغوب بعيدا عن المنال دومًا.[12]
- العنصر الكيميائي تانتالوم (الرمز Ta، العدد الذري 73) سمي على تانتالوس الأسطوري. كتب مكتشفه أندرس إيكيبرغ «هذا المعدن أسميه تانتالوم في إشارة إلى أنه عندما يغمر في الحمض فإنه يعجز عن استيعاب أو امتصاص شيء منه».
- تانتالوس هو نوع من خزائن المشروبات حيث يتم تثبيت سدادات الزجاجة عن طريق حاجز مقفل فوقها لمنع الخدم من سرقة خمر السيد. حيث تكون الآنية مرئية بوضوح لكن الخمر بعيدة المنال.
- سميت عليه سفينة شحن تابعة للبحرية البريطانية في أوائل القرن العشرين، وكذلك سفينة إصلاح سفن الإنزال التابعة للبحرية الأمريكية في الحرب العالمية الثانية.
- في «حوارات الأموات» الساخرة بقلم لوكيان، يسافر مينيبوس إلى العالم السفلي ويتحدث إلى عدة ظلال، ويتضمن محادثة قصيرة بين مينيبوس وتانتالوس تتعلق بعقاب الأخير.[13]

## تانتالوس في الفن

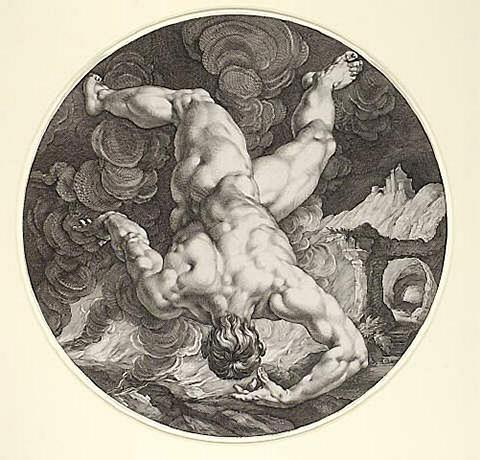
نقش لهندريك غولتزيوس وك. كورنيليوس (1588)
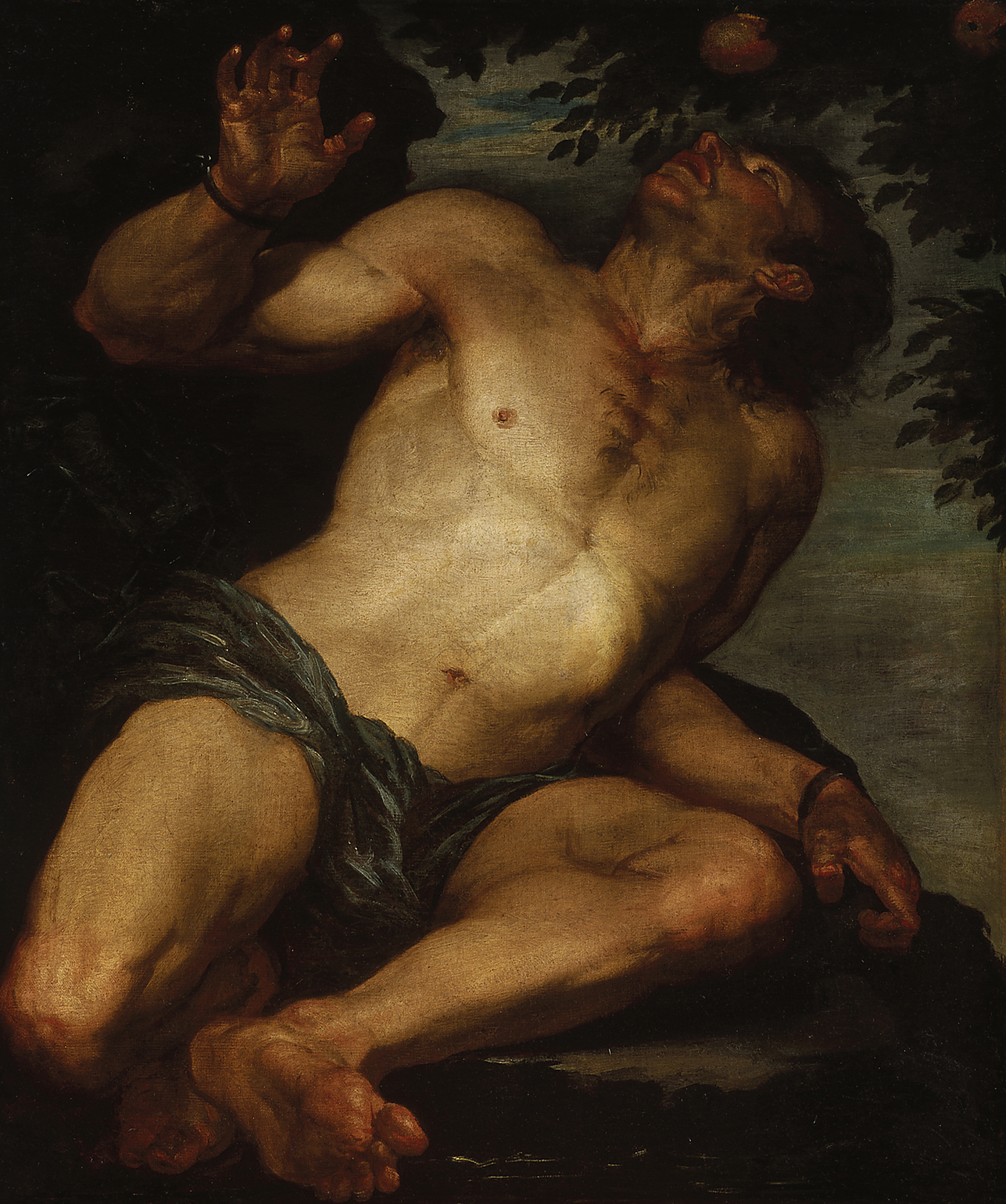
لوحية زيتية بريشة جياكينو أسيريتو (حوالي عقد 1640)
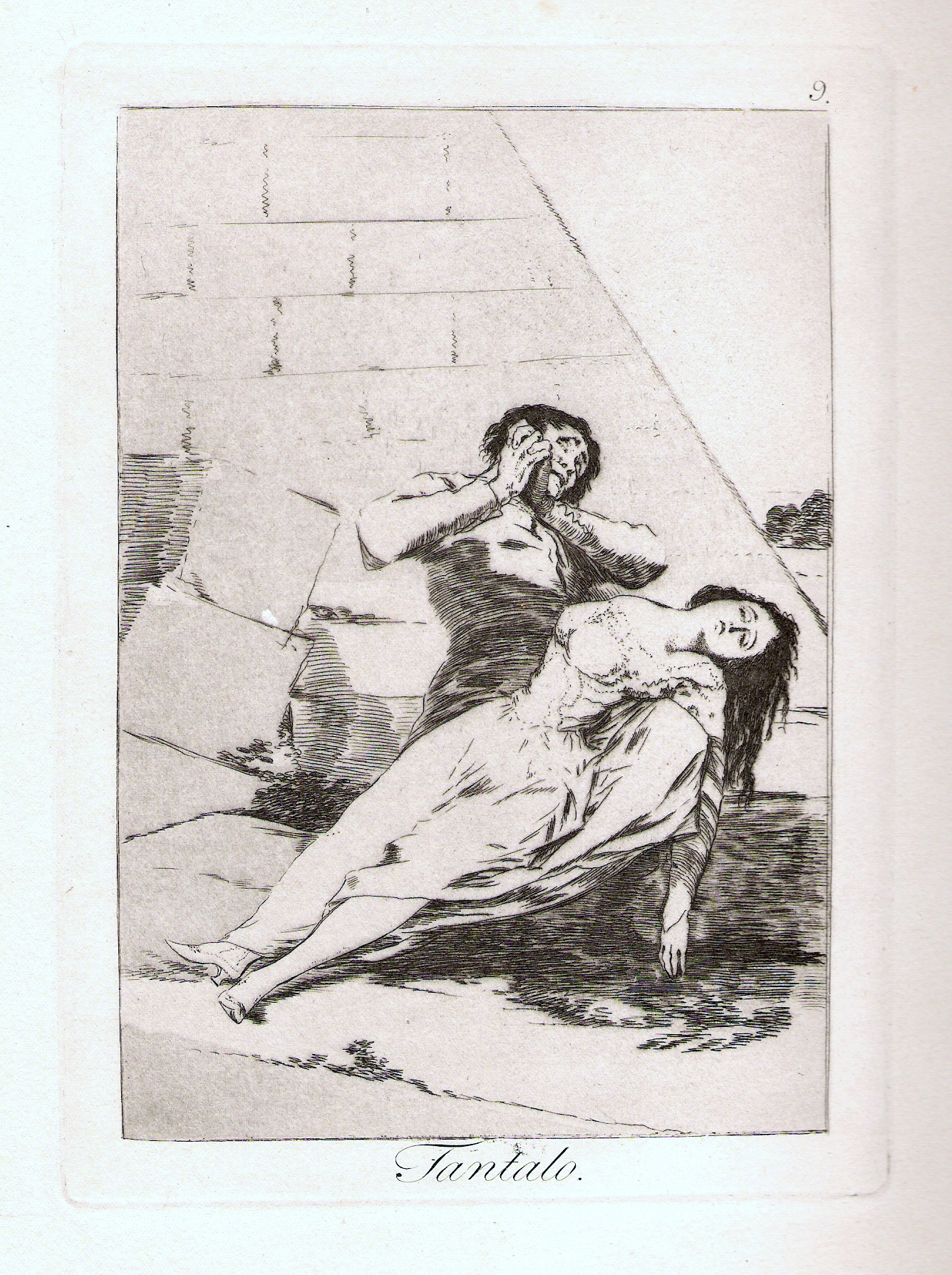
نقش بريشة فرانسيسكو غويا (1797)

## للاستزادة
- Gantz، Timothy (1993). Early Greek Myth. Baltimore: Johns Hopkins University Press.
- Graves، Robert (1960, 1962). The Greek Myths. {{استشهاد بكتاب}}: تحقق من التاريخ في: |سنة= (مساعدة)
- Grimal, Pierre, The Dictionary of Classical Mythology, Wiley-Blackwell, 1996, (ردمك 978-0-631-20102-1). "Tantalus" p. 431
- Kerenyi، Karl (1959). The Heroes of the Greeks. New York/London: Thames and Hudson.pp 57–61 et passim
- ويليام سميث (عالم); قاموس السير و الميثولوجية اليونانية و الرومية  [لغات أخرى]‏, London (1873). "Ta'ntalus"